# Edmond Gast
Edmond Gast, né le 1er octobre 1857 à Strasbourg (Bas-Rhin), et décédé le 10 août 1944 à La Ville-d'Avray , est un homme politique français.
Agriculteur, maire de la Ville-d'Avray de 1897 à 1899, membre du conseil supérieur de l'agriculture, il est député de Seine-et-Oise de 1906 à 1910 puis de 1919 à 1924, inscrit au groupe de la Gauche démocratique. Il est connu pour son engagement dans l'Affaire Dreyfus.

## Biographie
Il débute dans l'administration en tant que percepteur surnuméraire à Versailles. En 1886, il est membre du cabinet du ministre de l'Agriculture. Il est élu maire de Ville-d'Avray en 1897 puis député de Seine-et-Oise en 1906 puis en 1919. Lorsqu'il se rend au procès d'Alfred Dreyfus à Rennes en 1899, il se trouve aux côtés de Marie-Georges Picquart et de son avocat Fernand Labori lorsqu'on tente d'assassiner ce dernier. Forte personnalité, il est de tous les combats dans la lutte républicaine contre l'injustice et l'antisémitisme. Il se déclare laïc mais pas anti-clérical. Il organise, de 1899 à 1903, à Rennes puis à Paris, les réunions regroupant les « dreyfusards » de Victor Basch, tel Émile Zola. C'est un proche de Georges Clemenceau, de Raymond Poincaré, de Joseph Reinach et de Ludovic Trarieux.

## Lien de parenté
Il est le cousin germain de Marie-Georges Picquart, le chef de la section de statistique (service de renseignement militaire) qui découvre, en 1896, l'innocence du capitaine Alfred Dreyfus dans l'affaire homonyme. Gast ne ménagera aucun effort pour défendre son cousin, jusqu'à sa complète réhabilitation en 1906.

## Sources
- « Edmond Gast », dans le Dictionnaire des parlementaires français (1889-1940), sous la direction de Jean Jolly, PUF, 1960 [détail de l’édition]